# Vladimir Lukič Borovikovskij
Vladimir Lukič Borovikovskij (in ucraino Володимир Лукич Боровиковський?, Volodymyr Lukyč Borovykovs'kyj; in russo Владимир Лукич Боровиковский?; Myrhorod, 24 luglio 1757 – San Pietroburgo, 18 aprile 1825) è stato un pittore russo di origini ucraine, celebre soprattutto per la carriera di ritrattista.

## Biografia
Vоlоdymyr Borovyk nacque nella località di Myrhorod (ora in Ucraina). Suo padre, Luka Borovyk, fu un appassionato pittore di icone.
Seguendo la tradizione familiare, tutti i fratelli Borovyk svolsero l'attività militare, ma Volodymyr si ritirò precocemente per dedicarsi alla carriera artistica, in particolar modo iniziando a dipingere icone per le chiese locali, affreschi per quelle di Mahilëŭ e per il convento di Torzok, oltre ad un buon numero di ritratti e disegni di argomento storico.
Probabilmente sarebbe rimasto un pittore amatoriale di provincia se un evento inaspettato non fosse accaduto a mutare la sua vita. Il suo amico Vasyl' Kapnist, durante i preparativi per la visita dell'imperatrice Caterina II nel centro di Kremenčuk dovuta alla conquista della Crimea, chiese a Borovikovskij di eseguire due quadri allegorici in onore dei regnanti russi. Le opere furono accolte con un tale entusiasmo dall'imperatrice da indurla a richiedere al pittore di spostarsi fino a San Pietroburgo.

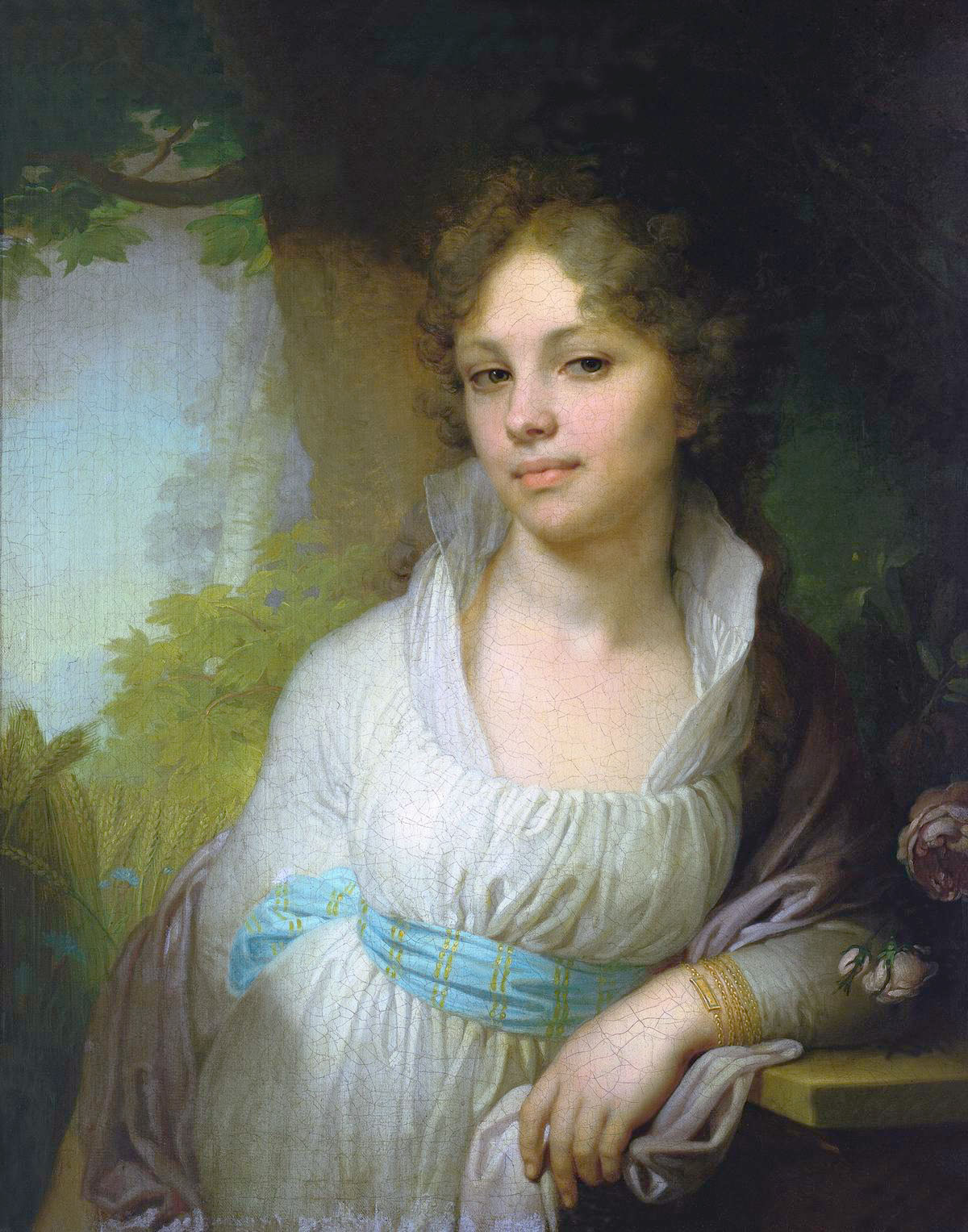
Ritratto di Marija Lopuchina, 1797

Dopo il mese di settembre del 1788 il pittore iniziò il suo soggiorno a San Pietroburgo dove cambiò il suo cognome dal cosacco "Borovyk" al più aristocratico, almeno dal punto di vista fonetico, Borovikovskij. Per i suoi primi dieci anni pietroburghesi, abitò nel ritrovo di poeti, architetti e musicisti. All'età di trent'anni prese lezioni private presso il ritrattista Dmitrij Levickij e successivamente dal pittore italo-austriaco Giovanni Battista Lampi.
In questa fase, pur continuando la sua carriera come pittore di tematiche storiche e religiose (Annunciazione, Costantino ed Elena), si distinse grazie ai ritratti evidenzianti un particolare gusto per i sentimenti ed i piccoli aspetti della vita quotidiana.
Le sue opere più significative di questa fase creativa furono Caterina II durante la sua passeggiata mattutina a Carskoe Selo e il Ritratto di Marija Lopuchina.
In una fase successiva, l'artista si accostò al neoclassicismo e nelle opere quali l'Allegoria d'inverno (1790) presentò i primi esempi realistici della vita rurale e della contadina russa.
Nel 1795 divenne un accademico. Tra i suoi allievi, Aleksej Gavrilovič Venecianov, noto per i ritratti e le scene rurali.
Realizzò nel corso della sua carriera circa 500 ritratti, 400 dei quali sono sopravvissuti sino ai nostri giorni. I più significativi furono:
- Ritratto di Caterina II, imperatrice della Russia (1794);
- Ritratto di E. N. Arsen'eva (1796);
- Ritratto di M. I. Lopuchina (1797);
- Ritratto di F. A. Borovskij (1799);
- Ritratto di Paolo I, Imperatore di Russia (1800);
- Ritratto del principe A. B. Kurakin (1801-1802);
- Ritratto della principessa A. G. Gagarina e della principessa V. G. Gagarina (1802).

Dopor il 1819 Borovikovskij divenne membro della loggia Umirajuščego sfinksa.
Il 18 aprile 1825 morì a causa di un attacco di cuore e fu sepolto in un cimitero pietroburghese.

## Opere

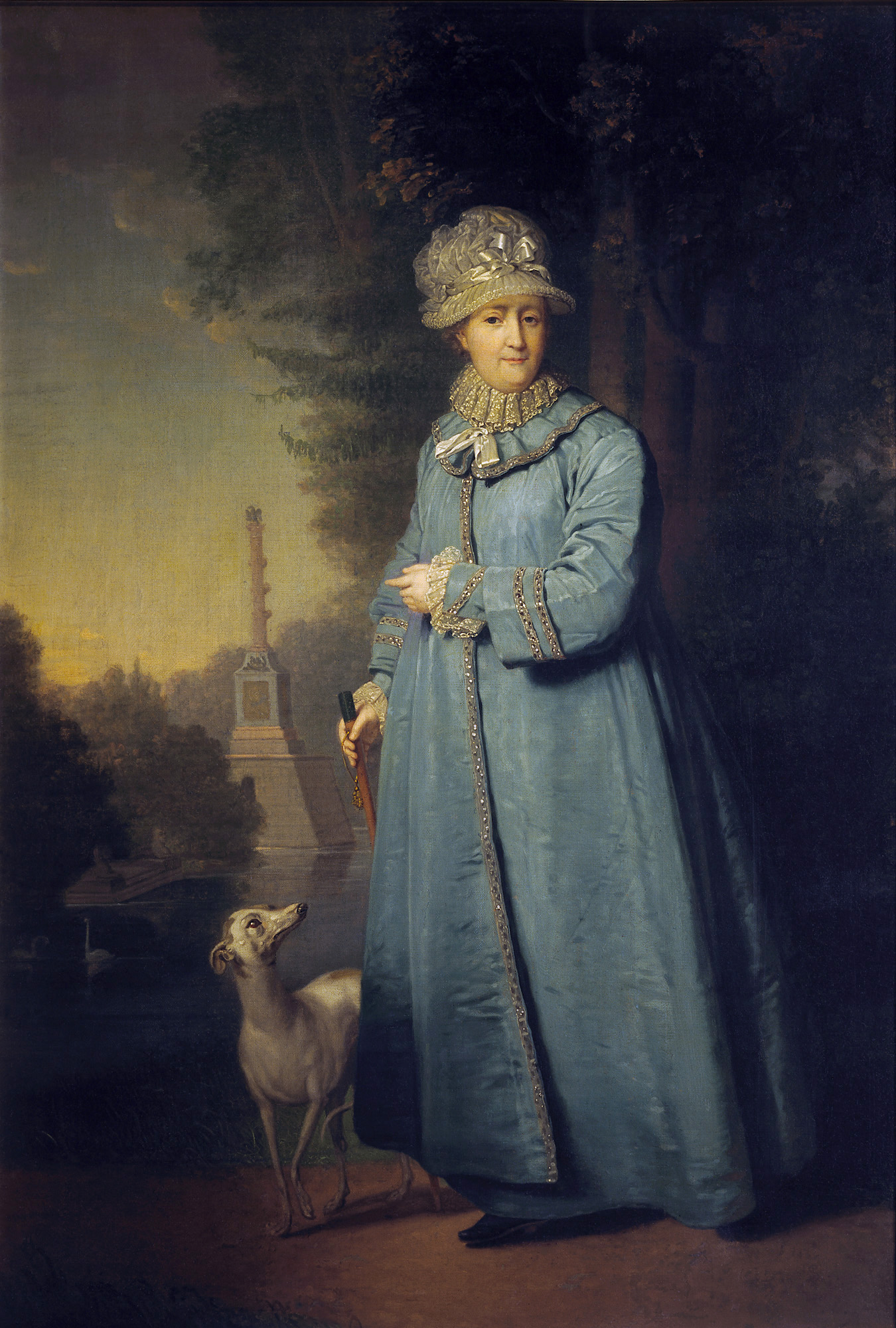
Caterina II a Carskoe Selo (1794)
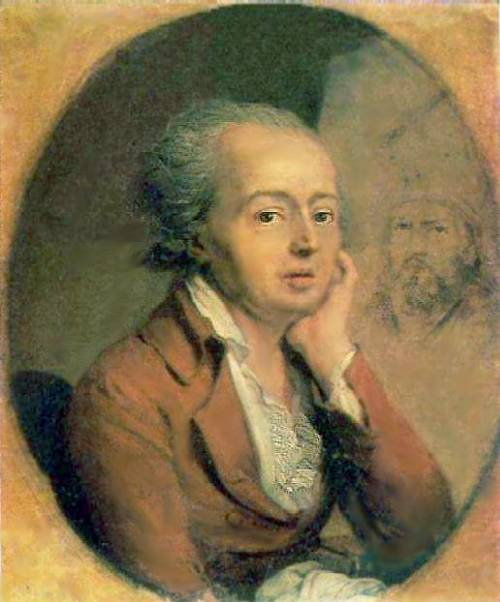
Ritratto di Dmitrij Levickij (1796)
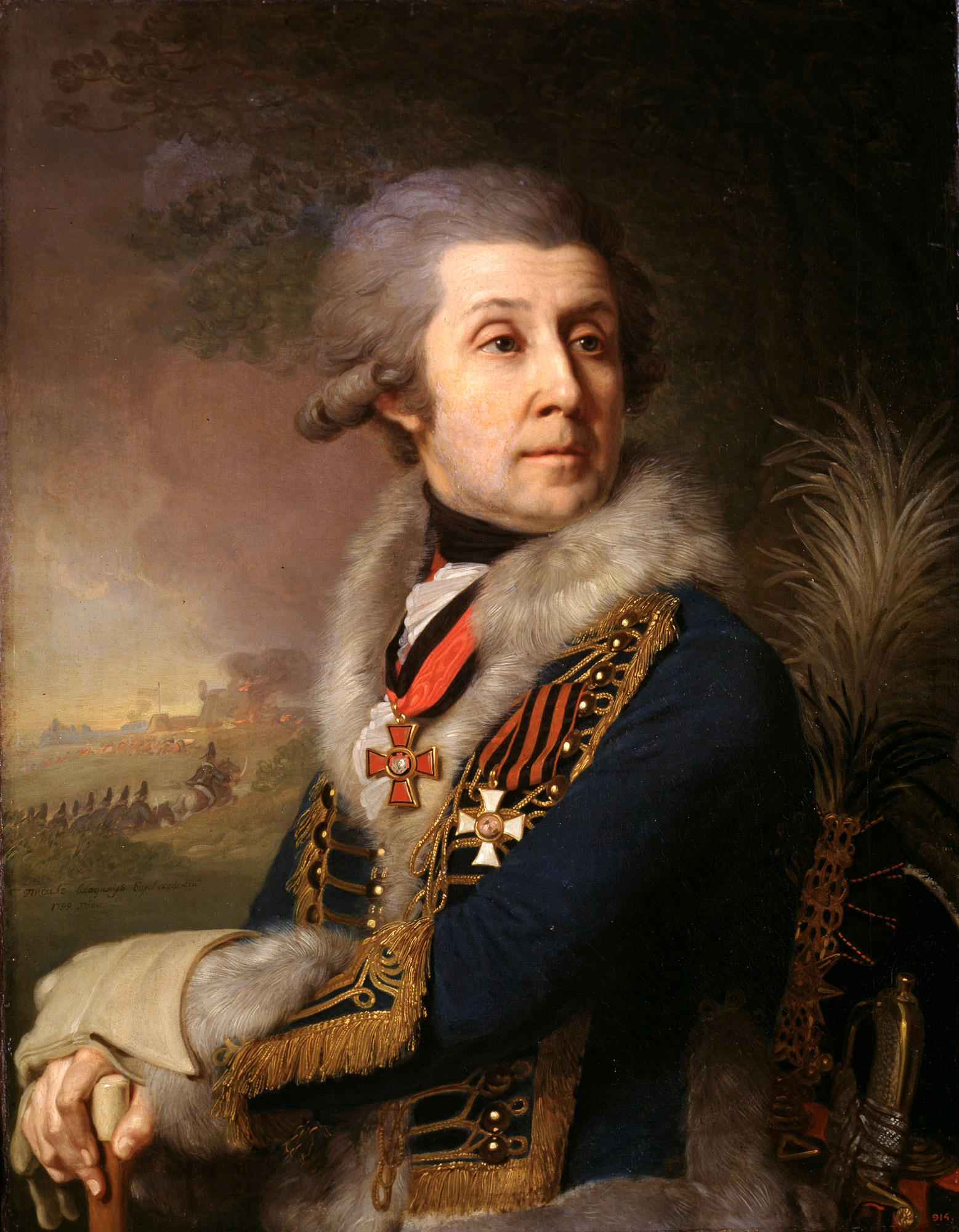
Ritratto di F. A. Borovskij (1799)
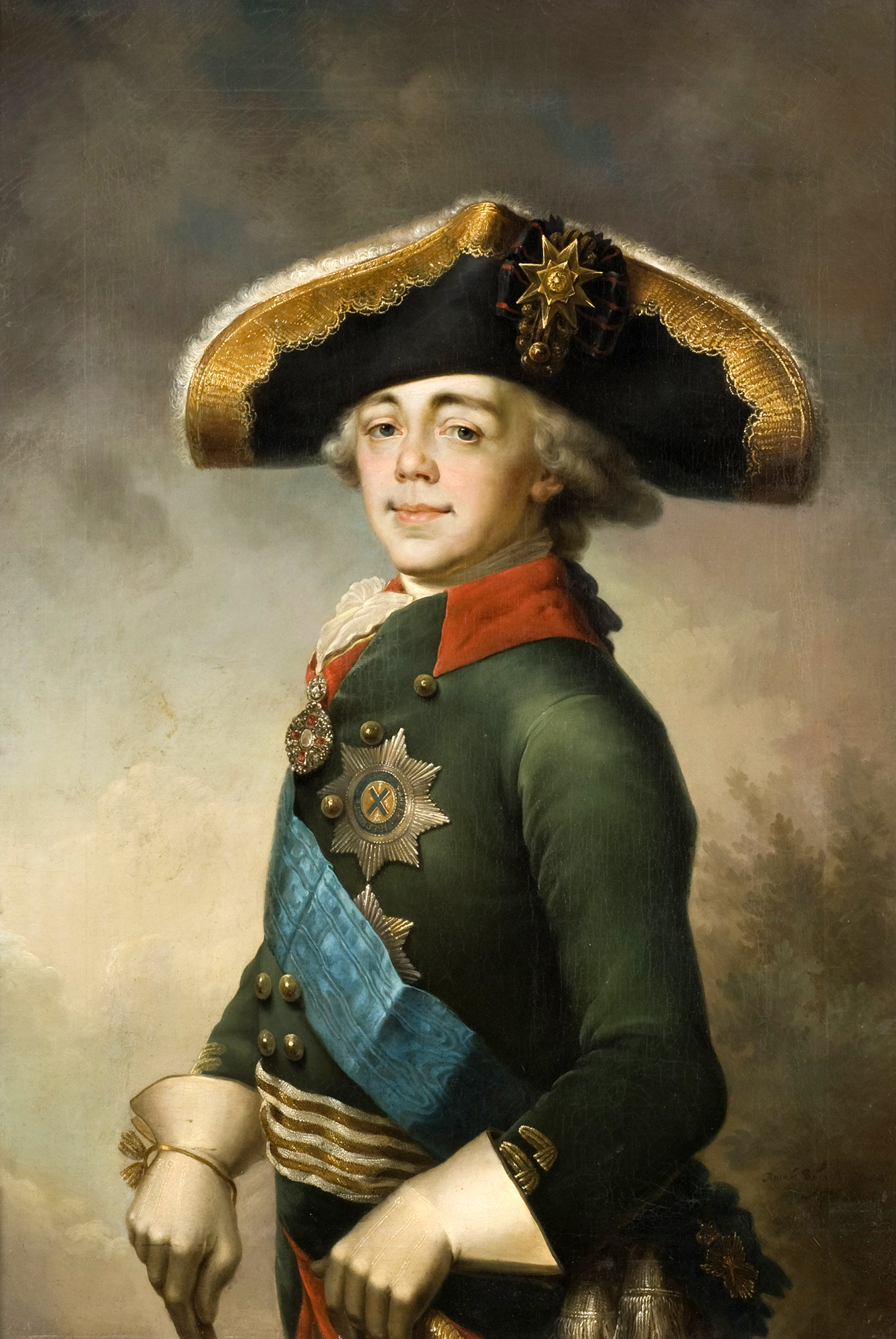
Ritratto di Paolo I di Russia (1800)
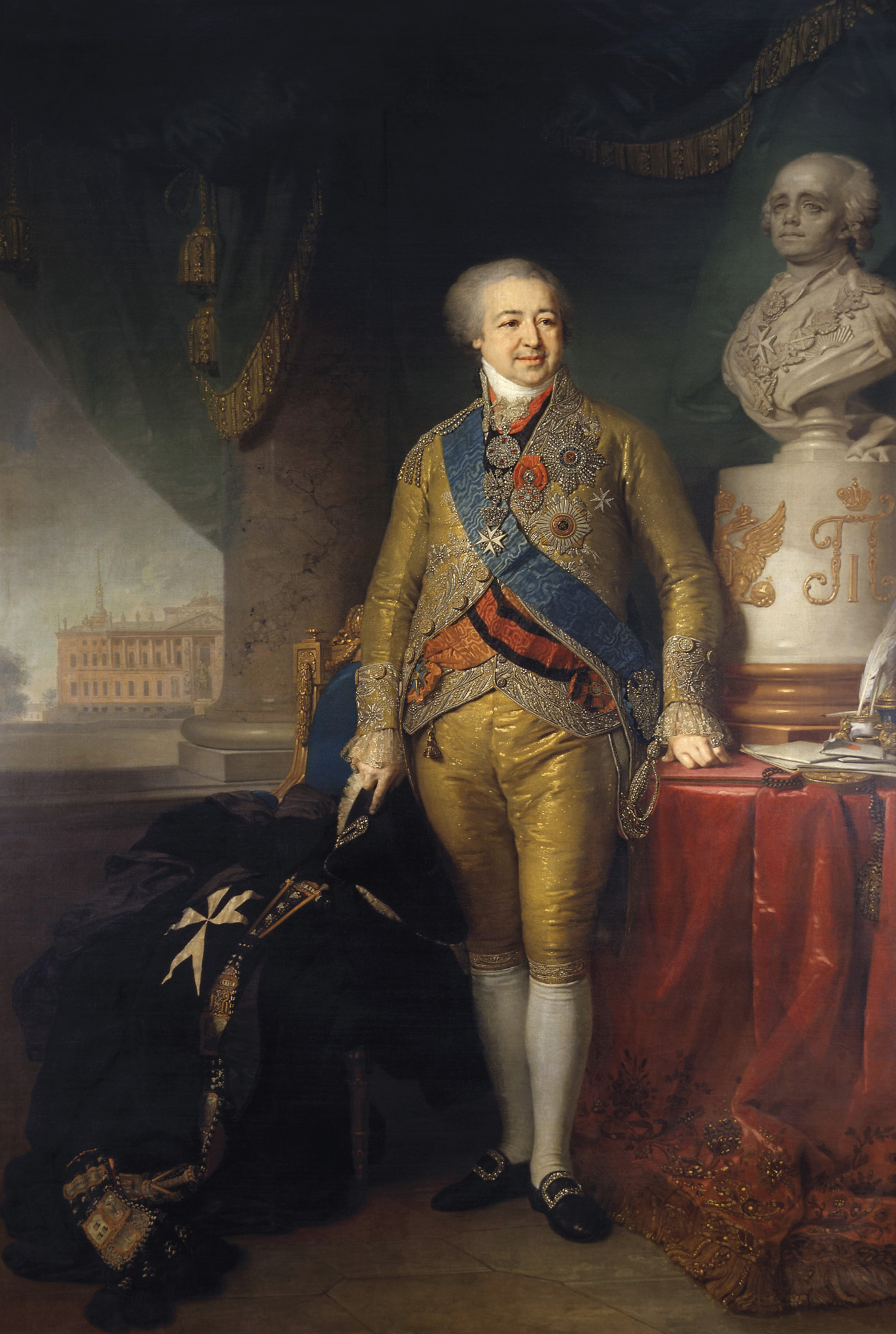
Ritratto di Aleksandr Kurakin (1801-1802)
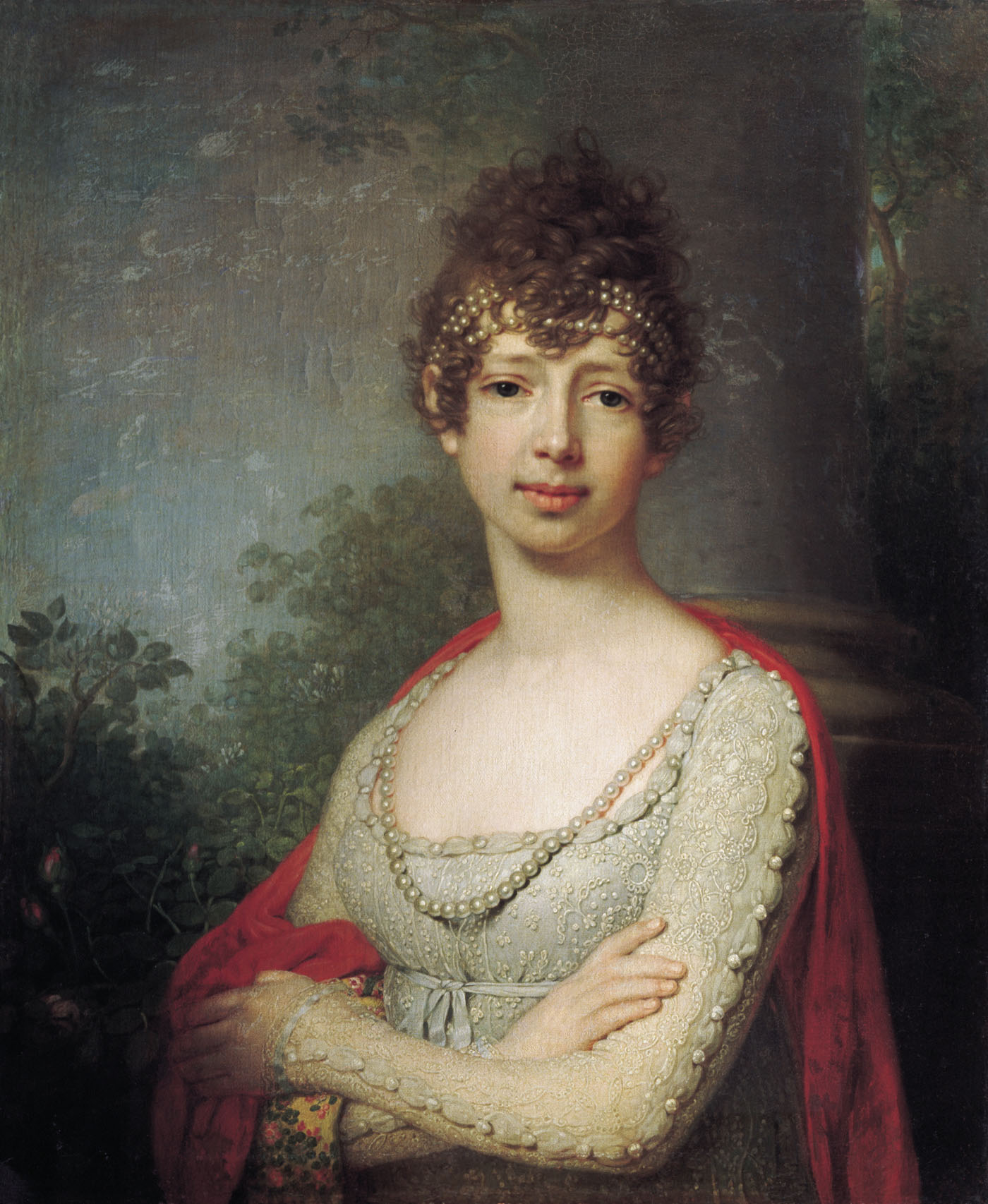
Ritratto di Marija Pavlovna di Russia (1800)
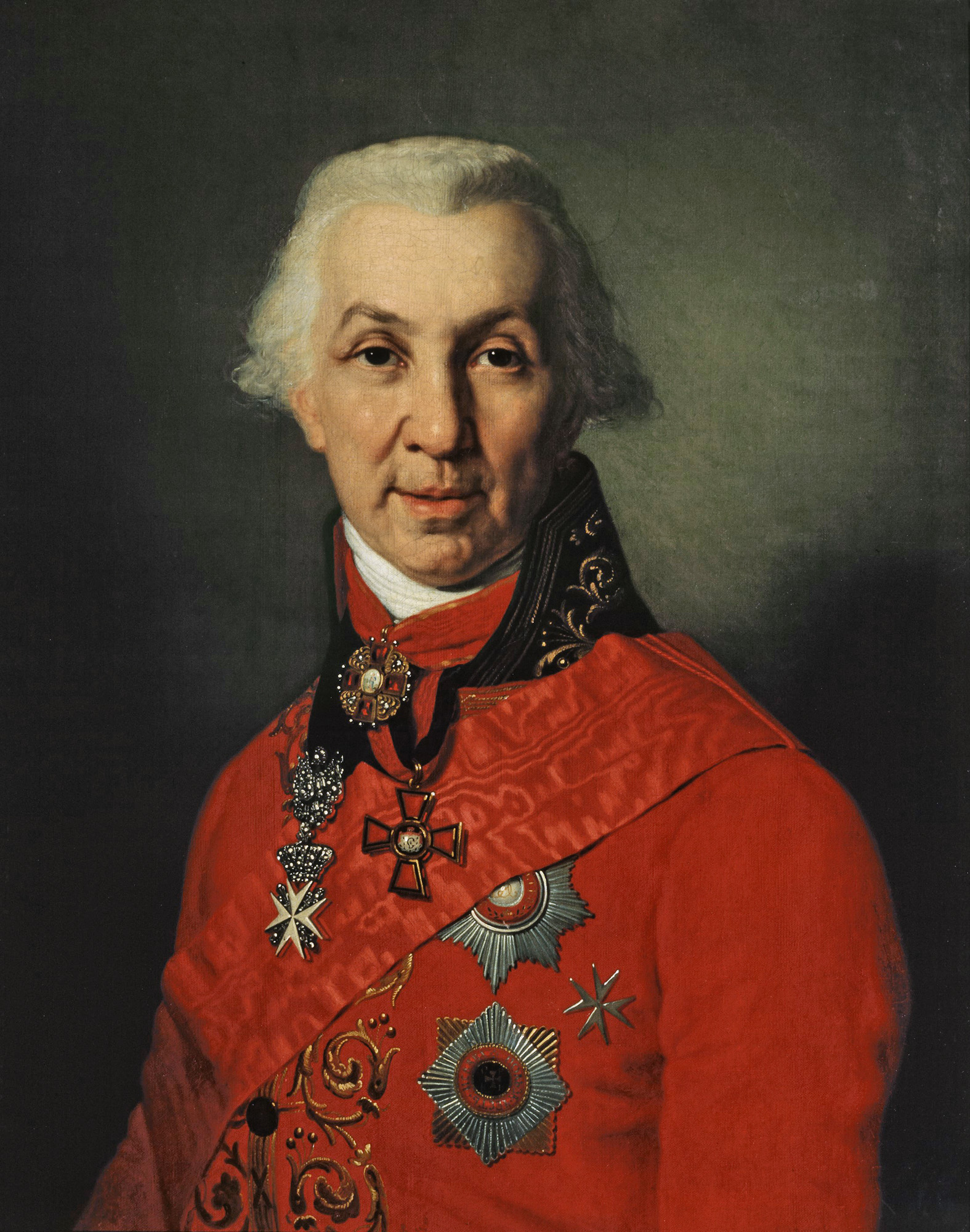
Ritratto di Gavrila Romanovič Deržavin (1811)
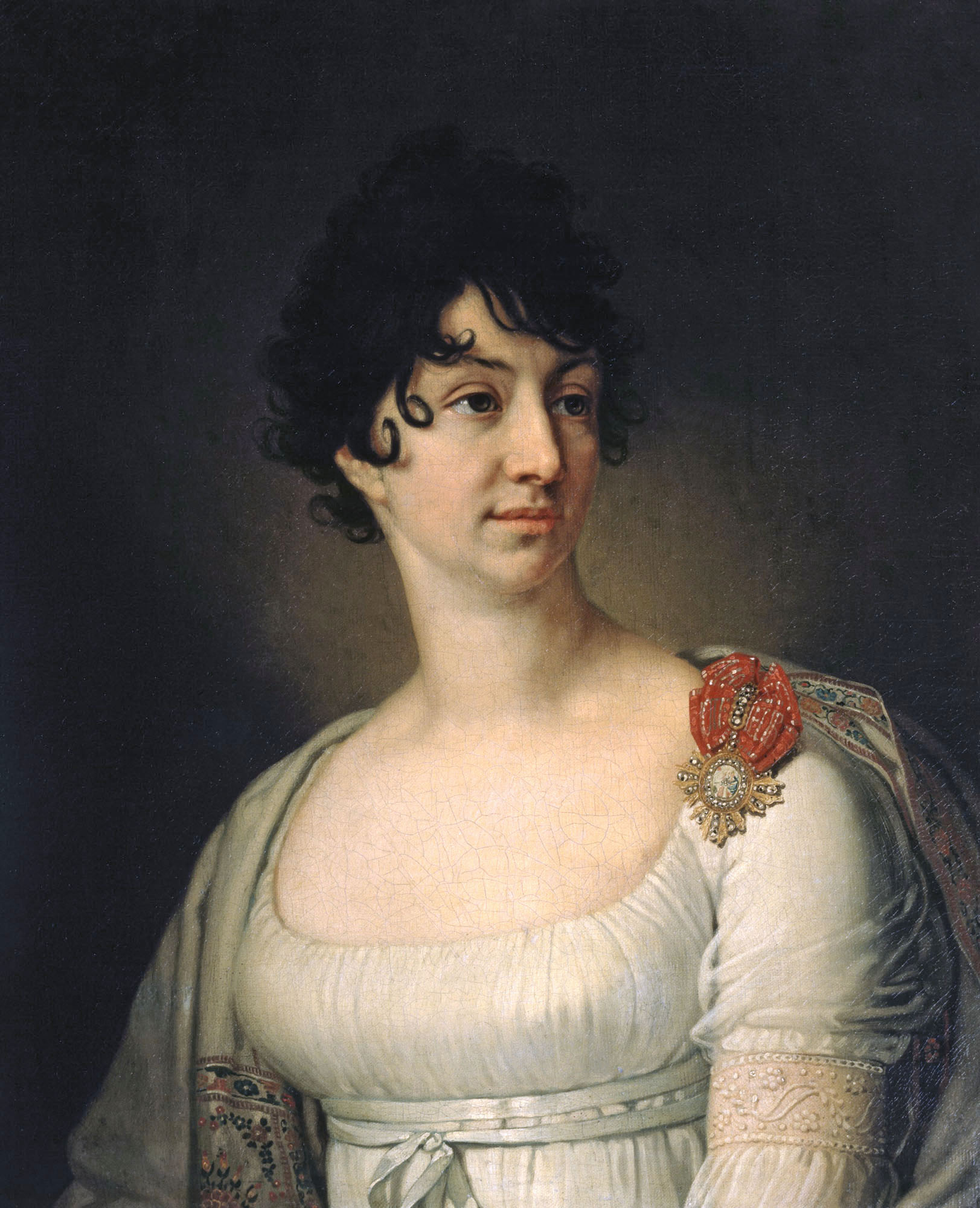
Ritratto di S. A. Raevskaja (1813)
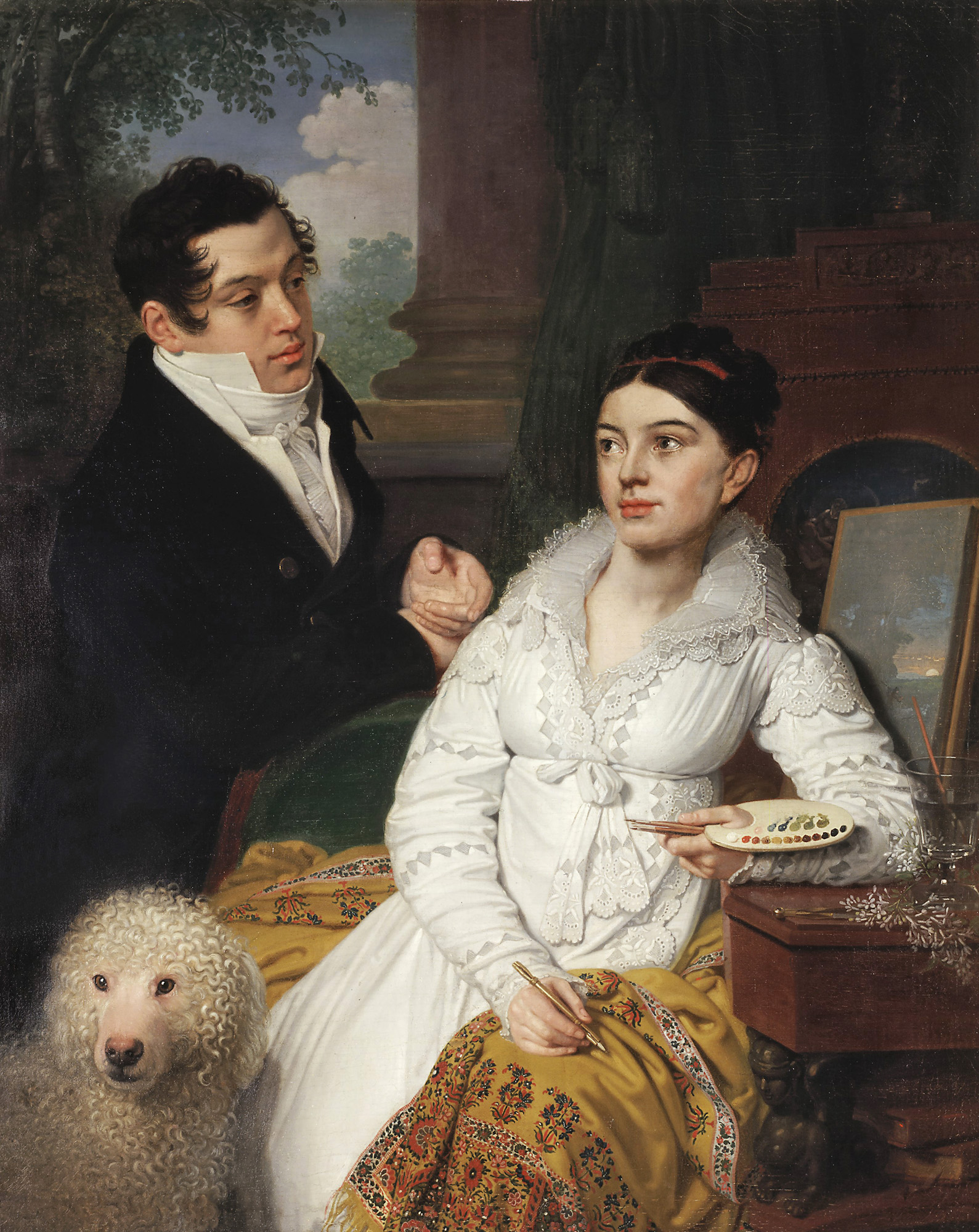
Ritratto di A. G. e A. A. Lobanov-Rostovskij (1814)
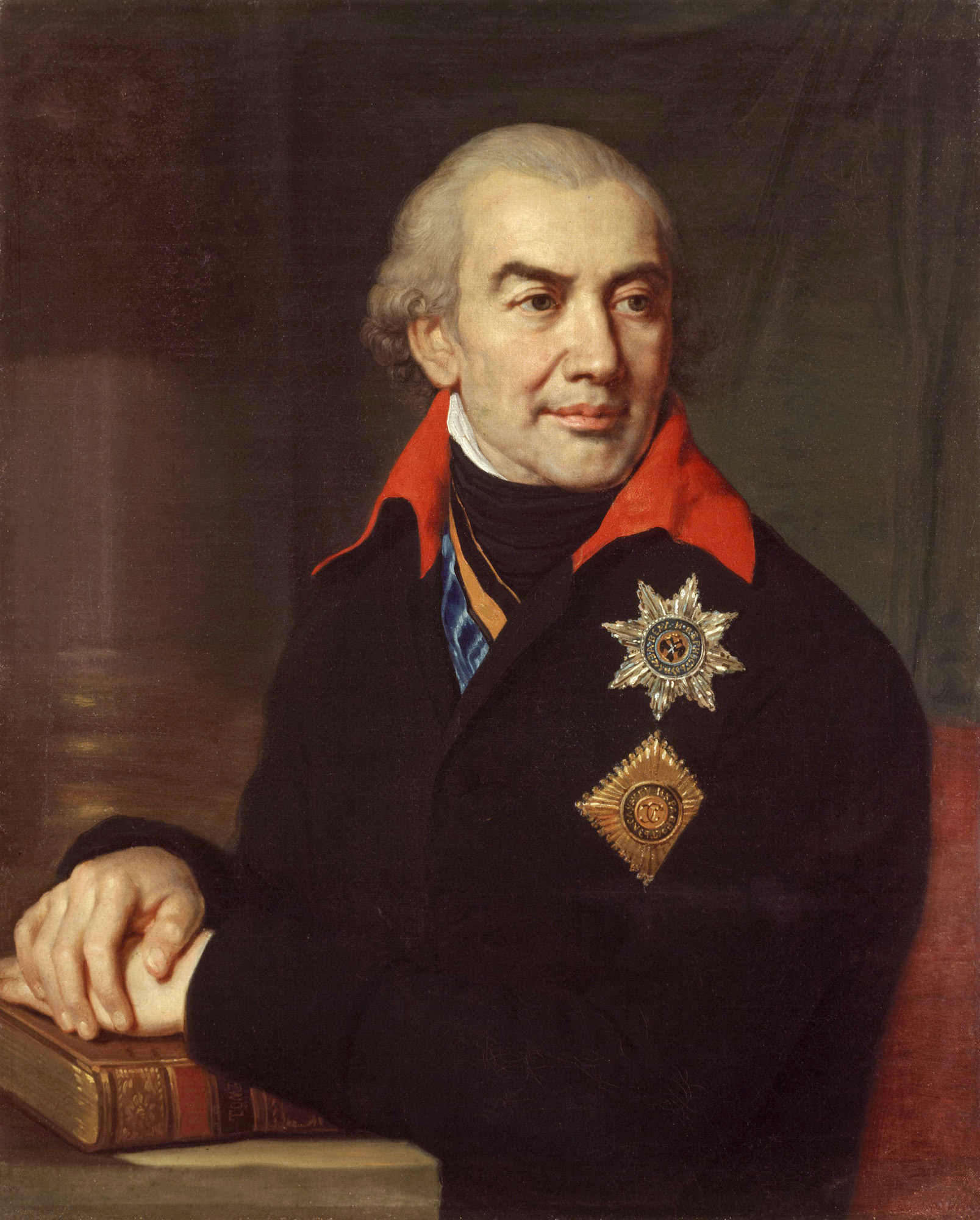
Ritratto del principe G.S. Volokonskij
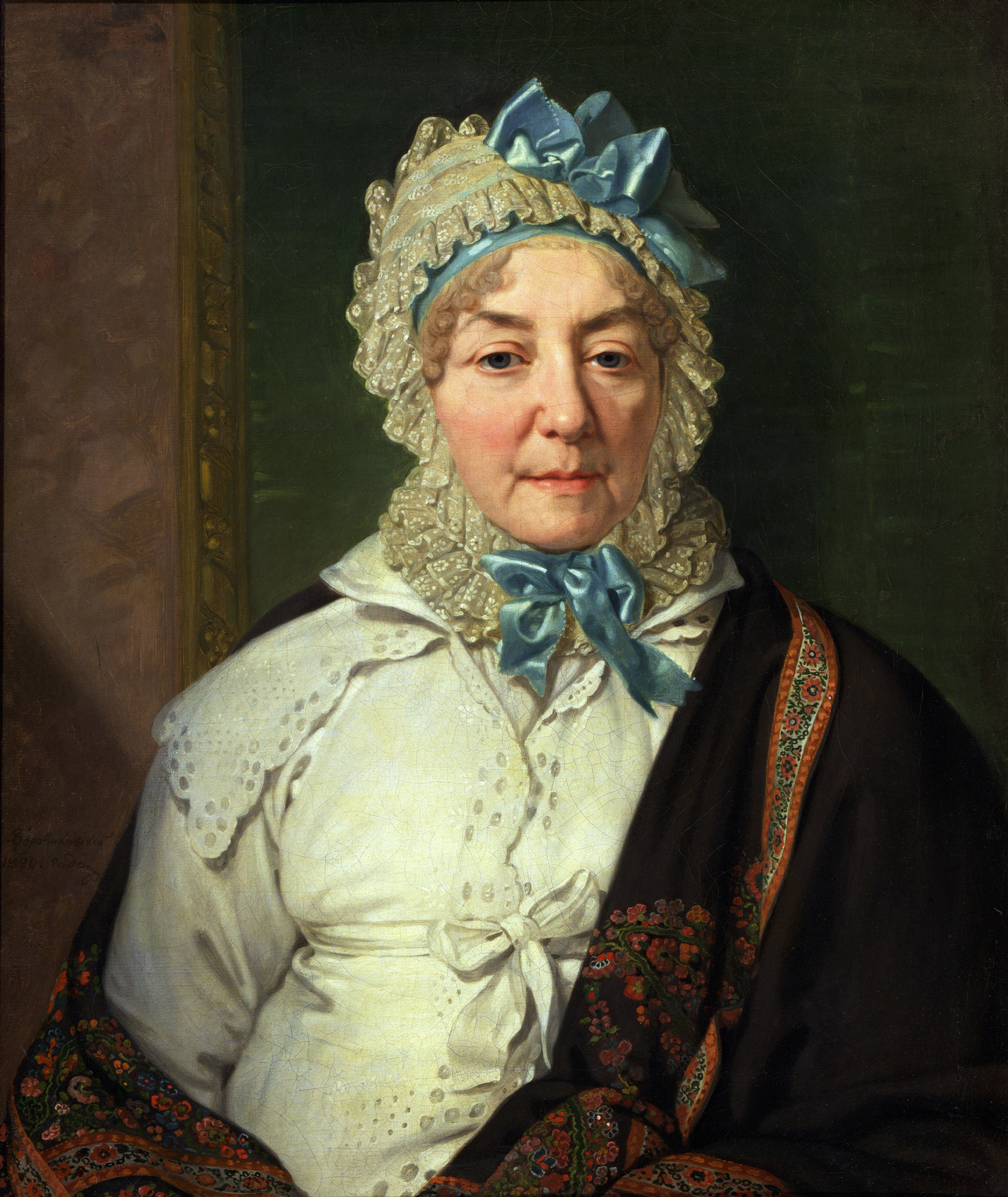
Ritratto di E. A. Archarova (1820)